# Frank Capra (rendező, 1959)
Frank Capra III (San Diego, Kalifornia, 1959. július 16. –) amerikai olasz származású filmrendező. Felmenői szicíliai származásúak voltak. Nagyapja Frank Capra, édesapja Frank Capra, fia Francis Capra, mindannyian színészek. Híres filmje producerként a Drive – Gázt!.